# Zdenek Primus
Zdenek Primus (* 20. srpna 1952 Brno) je česko-německý historik umění a spisovatel.
Vystudoval dějiny umění, klasickou archeologii a germanistiku v Hamburku a Mnichově (Ludwig-Maximilians-Universität München) (1996). V letech 1990 až 1992 působil jako kurátor v Städtisches Museum Mülheim an der Ruhr. Od roku 1992 do roku 1996 učil na FAMU v Praze a 1996 až 2000 na Vysoké škole uměleckoprůmyslové v Praze dějiny umění 20. století. Spoluvydavatel edice Moderní česká kniha (KANT) a vydavatel multiplů různých umělců pod Umbrella Editions Prague. Žije v Praze a v San Cristoforu. Člen sdružení AICA. Koncipuje a organizuje výstavy o umění 20. století v České republice a cizině.

## Život
Kvůli neuspořádaným rodinným poměrům se Zdenek Primus společně s otcem po celé dětství stěhoval z místa na místo, čímž bylo jeho dětství značně poznamenáno. V důsledku neustálého zpřetrhávání přátelských vazeb se permanentně cítil vykořeněný a vyčleněný z kolektivu svých vrstevníků. To však, společně s hendikepem dvakrát přeučeného leváka, se v dospělosti ukázalo jako výhoda. Tím byl spoluvytvářen jeho pohled na svět, což mu pomohlo k rozpoznání nezvyklého a vedlo ho k odlišnému zacházení se situacemi.
Zákaz studia a pocit marnosti ho v roce 1977 přiměl odejít z Československa. Identifikoval se s německým původem svého otce a odešel do Německa, kde získal německé občanství. Po maturitě v roce 1980 začal studovat dějiny umění, klasickou archeologii a germanistiku na Hamburské universitě. V roce 1982 přešel na Ludwig-Maximilians-Universität München, kde studium ukončil, jako Magister Artium v roce 1986.
V letech 1987 až 1988 žil v Aix-en-Provence v jižní Francii, kde psal knihu o české avantgardě, poté bydlel tři a půl roku v německém Düsseldorfu. V letech 1990 až 1992 pracoval jako kurátor ve Städtisches Museum Mülheim an der Ruhr. Ve stejném roce se přestěhoval do Prahy. Na FAMU (1992–1996) a na Vysoké škole uměleckoprůmyslové (1996–2000) vyučoval externě dějiny umění 20. století. Od ukončení studia koncipoval a organizoval výstavy po celé Evropě a Spojených státech a psal knihy o umění. Od roku 2009 se začal věnovat psaní literárních textů, které mu od roku 2011 vycházejí knižně.  

## Dílo

### Umění

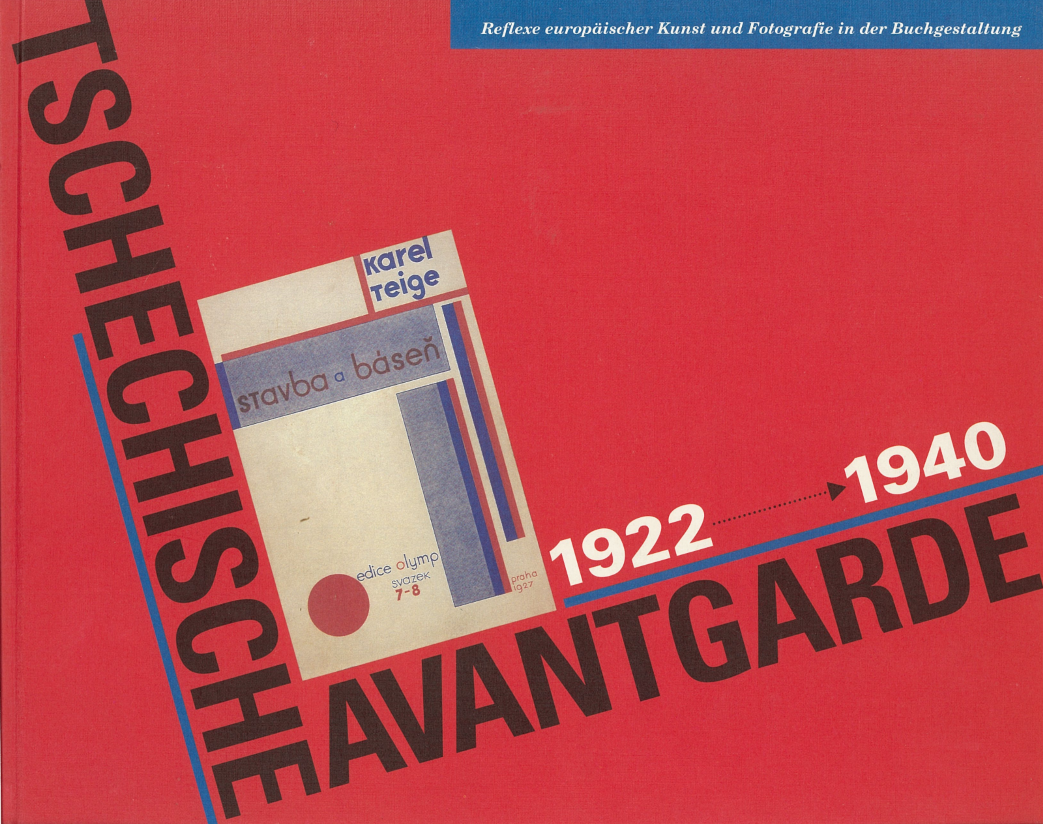
Tschechische Avantgarde 1922-40

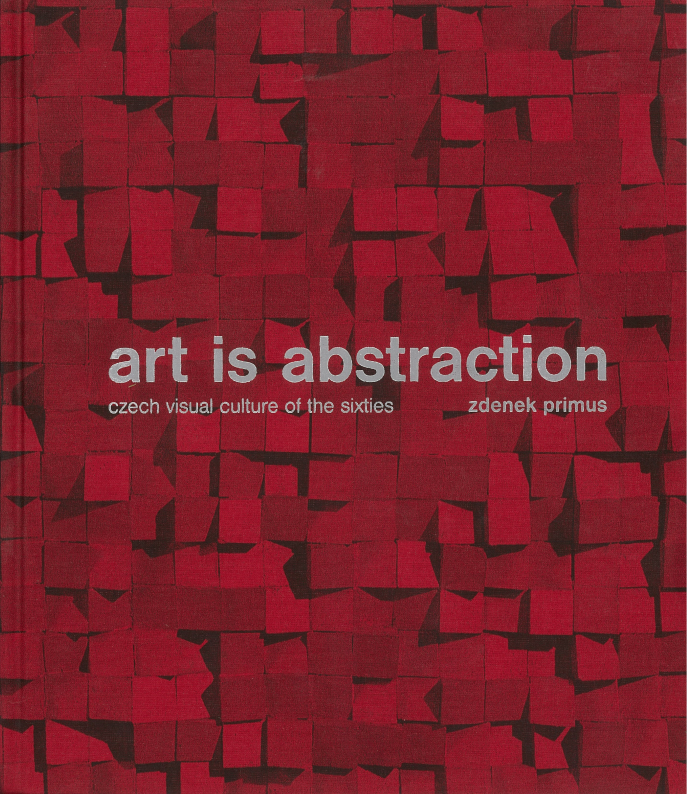
Umění je abstrakce

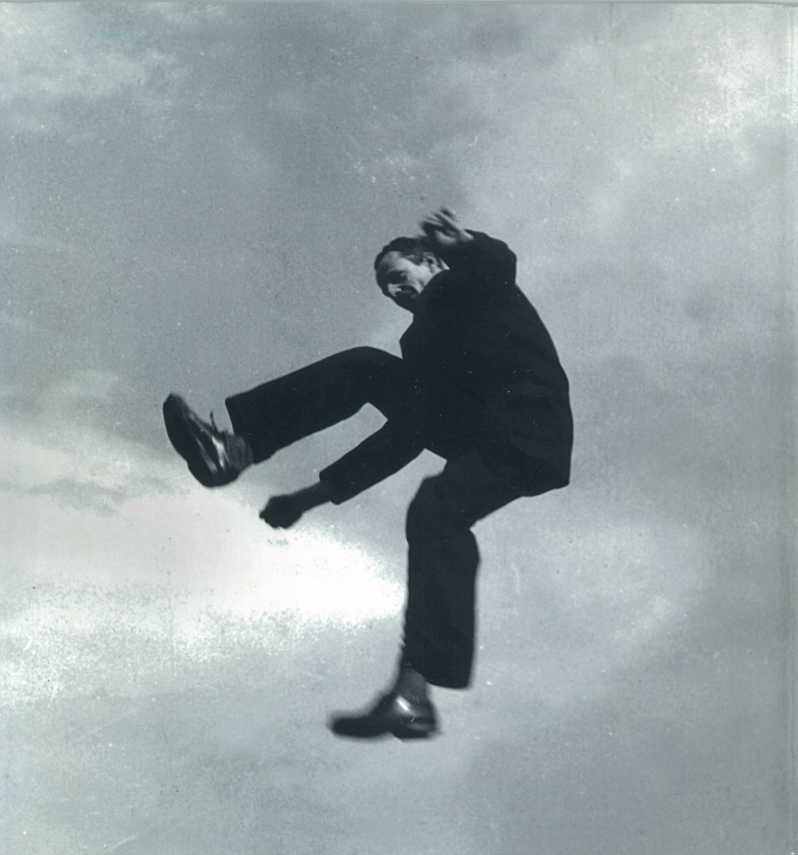
Vladimír Boudník – mezi avantgardou a undergroundem

V umění si Zdenek Primus nacházel často kunsthistoricky nezpracovaná a často i okrajová témata vizuální kultury dvacátého století, která zpracovává do knih, katalogů a výstav. Skutečnost, že artefakty, které měl v úmyslu zpracovat, nebyly ve veřejných sbírkách, jej přivedla ke sběratelství. Jeho zájem se koncentruje především na evropskou meziválečnou avantgardu, umění šedesátých let 20. století, zvláště pak na umění abstraktní, knižní umění a výtvarnou fotografii. Ve výstavách, které si sám instaluje, a katalozích zpracovává také historii hudebních projevů šedesátých let a jejich reflexi v grafické tvorbě. Všechny jeho umělecké publikace vycházejí vždy dvojjazyčně.

### Literární tvorba
Literární tvorbě se dnes Zdenek Primus věnuje paralelně s tvorbou kunsthistorickou.  
Píše prózu, ve které se zaměřuje především na příběhy z každodenního života i s jeho rozmanitými variacemi na mezilidské vztahy. Nebojí se erotiky, analyzuje konání protagonistů, které popisuje s účastí a zdrženlivým humorem. Jeho příběhy mívají pointu, nezřídka se vyznačují magickými prvky a překvapivou krutostí.  
Využívá často vlastních zkušeností (Tutus - reklama na nedokonalost, Příběhy z Kávobaru). Otázku viny jedince v totalitním režimu a předpoklady odpuštění sobě i druhým řeší v německy psané novele Ich bin tot/Jsem mrtev. 

## Uměleckohistorické publikace (výběr)
- PRIMUS, Zdenek. Miloš Koreček Phantomasia. Berlín: [s.n.], 1989. Dostupné online. ISBN 9783925935084.
- PRIMUS, Zdenek. Vilém Reichmann Fotografien. Berlín: [s.n.], 1989. ISBN 978-3925935077.
- PRIMUS, Zdenek. Tschechische Avantgarde 1922-40. Hamburk, Haag: [s.n.], 1991. ISBN 9788547475734.
- PRIMUS, Zdenek. Meisterwerke des 20. Jhr. aus der Sammlung des Städtischen Museums Mülheim an der Ruhr. [s.l.]: [s.n.], 1993.
- PRIMUS, Zdenek. much and more POP ART – Umění šedesátých let v grafikách, multiplech a publikacích. Stuttgart/Olomouc: [s.n.], 1994.
- PRIMUS, Zdenek. Vladimír Fuka – Journey into the Labyrinth/Cesta labyrintem. Praha: [s.n.], 1996.
- PRIMUS, Zdenek. Eva Fuka – The Faces of Time/Tváře času. Praha: [s.n.], 1996.
- PRIMUS, Zdenek. Český informel ve "Ztichlé klice. Praha: [s.n.], 1998.
- PRIMUS, Zdenek. Jindřich Zeithamml. Praha: [s.n.], 2000.
- PRIMUS, Zdenek. Zeit der Bilder/Čas obrazu. Kolín nad Rýnem: [s.n.], 2002.
- PRIMUS, Zdenek. Alois Nožička – Komplementární svědectví/Complementary Evidence. Praha: [s.n.], 2003.
- PRIMUS, Zdenek. Umění je abstrakce/Art is Abstraction/Kunst ist Abstraktion. Praha: [s.n.], 2003. ISBN 80-86217-30-2.
- PRIMUS, Zdenek. Vladimír Boudník – mezi avantgardou a undergroundem. Praha: [s.n.], 2004. ISBN 9788086010779.
- PRIMUS, Zdenek. The Pope Smoked Dope/Papež kouřil trávu. Praha: [s.n.], 2005.
- PRIMUS, Zdenek. Čestmír Krátký – Tvorba jako popis o existenci/Art as an Attempt at Existence. Praha: [s.n.], 2007.
- PRIMUS, Zdenek. Věroslav Bergr. Malíř, sochař, grafik. Ústí nad Orlicí 2008 (s H. Larvovou)
- PRIMUS, Zdenek. Jiří Valenta – Hommage á Jiří Valenta. Praha: [s.n.], 2010.
- PRIMUS, Zdenek. Psychedelia – ve vizuální kultuře beatového věku 1962 – 1972/Psychedelia in the Visual Culture of the Beat Age. Praha: [s.n.], 2014.
- PRIMUS, Zdenek. Jiří Valenta - Malíř fotografem/The Painter as Photographer. Praha: [s.n.], 2014. ISBN 978-80-7437-112-7.
- PRIMUS, Zdenek. Jan Koblasa – Dílo ve dvou retrospektivách/Das Werk in zwei Retrospektiven. Praha: [s.n.], 2015.
- PRIMUS, Zdenek. Jiří Balcar - Filmové plakáty malbou a koláží 1959 -1967. Praha: Kant, 2016. 111 s. ISBN 978-80-7437-200-1.
- PRIMUS, Zdenek. Desde el centro de Europa 1912 - 1974 Fotografía checa. Madrid: [s.n.], 2016.
- PRIMUS, Zdenek. Zbyněk Sekal Knižní obálky Fotografické skici Skládané obrazy/Book Covers Photographic sketches Assembled Pictures. Praha 2017. ISBN 978-80-905877-9-3
- PRIMUS, Zdenek. Psicodelia en la cultura visual de la era beat [1962-1972]. Madrid 2018. ISBN 978-84-947752-8-4
- PRIMUS, Zdenek. Ludmila Padrtová - Krajinou k abstrakci/From Landscape to Abstraction. Praha 2020. ISBN 978-80-906816-6-8

## Literární tvorba
- PRIMUS, Zdenek. Ich bin tot/Jsem mrtev. Praha: KANT, 2011. ISBN 9788086751061.
- PRIMUS, Zdenek. Tutus – reklama na nedokonalost. Praha: KANT, 2012. ISBN 9788074370700.
- PRIMUS, Zdenek. Příběhy z Kávobaru. Praha: KANT, 2014. ISBN 9788074371295.
- PRIMUS, Zdenek. Popis ženy neboli Lego / Portrét muže - Aquila. Praha : Malvern, 2017. ISBN 9788075300782
- PRIMUS, Zdenek. Kruté příběhy Zdenka Primuse. Praha: Retro Gallery, 2018. ISBN 978-80-906816-3-7
- PRIMUS, Zdenek. Pompejánský pes Zdenka Primuse. Praha: Retro Gallery, 2021. ISBN 978-80-906816-9-9

## Autorské výstavy v muzeích a galeriích (výběr)

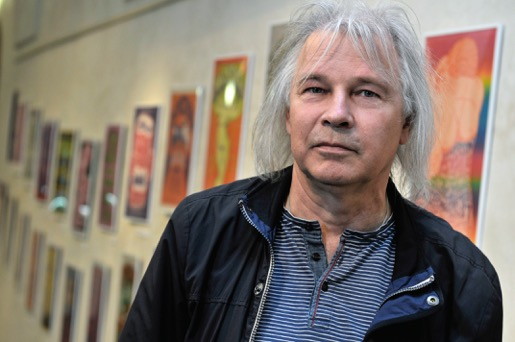
Zdenek Primus na výstavě Psychedelia v Opavě

- Kunstverein Hamburg, Museum Bochum, Německo
- Kaiser Wilhelm Museum Krefeld, Německo
- Museum moderner Kunst Wien, Rakousko
- Meermanno Museum Den Haag, Holandsko
- L‘Aubette Strasbourg, Centre Culturel Andre Malraux, Nancy, Francie
- College of Design, Pasadena, USA
- Payne Gallery, Moravian College, Pennsylvania, USA
- Arzenju makslas muzejs, Riga, Lotyšsko
- Iranian Artists’Forum, Teheran, Írán
- Galéria mesta Bratislavy, Slovensko
- Muzeum Vojtěcha Löfflera v Košicích, Slovensko
- La Fundación Juan March, Madrid, Palma, Cuenca, Španělsko
- Círculo de Bellas Artes, Madrid, Španělsko
- Národní galerie v Praze
- Pražský hrad (Jízdárna, Konírna)
- Galerie hlavního města Prahy
- Muzeum umění Olomouc
- Moravská galerie v Brně
- Dům umění města Brna
- Galerie výtvarného umění v Ostravě
- Státní galerie výtvarných umění v Chebu
- Galerie Klatovy/Klenová
- Oblastní galerie Vysočiny v Jihlavě
- Severočeské muzeum v Liberci
- Východočeská galerie v Pardubicích
- Dům umění v Opavě (OKO)
- Galerie umění Karlovy Vary
- Jihočeská galerie v Českých Budějovicích
- Zámek Žerotín, kulturní zařízení
- Regionální muzeum v Kolíně
- Četné výstavy v malých galeriích v České republice a v zahraničí.

### Výběr publikovaných článků o Zdenkovi Primusovi
- Kurátor Zdenek Primus: dobrá výstava chce odvahu
- Výstava Psychedelia nabízí omamný výlet za zlatou érou světového rocku
- Zdenek Primus: Česká knižní kultura je světová
- Umění je abstrakce - kniha její nositelka Archivováno 21. 4. 2016 na Wayback Machine.
- ZDENEK PRIMUS – autorské čtení
- Ich bin tot: Zdeněk Primus se ve své knize vyrovnává s traumaty druhé světové války
- Rozhovor se Zdenkem Primusem autorem výstavy Jiří Valenta / Malíř fotografem
- Sběratel a autor expozice Zdenek Primus.
- Čtení německo-českého autora Zdeněka Primuse z novely „Ich bin tot“, 24.1.2012
- Wortnerův dům ovládla psychedelie. Vystavují zde plakáty ze 60. a 70. let
- Výstava Psychedelia[nedostupný zdroj]
- Alšova jihočeská galerie vás vezme na výlet do éry hippies
- Proč Češi milují abnormální porce?
- Výstava Psychedelia
- THE POPE SMOKED DOPE Archivováno 27. 4. 2016 na Wayback Machine.
- Report z výstavy: Pope smoked dope Archivováno 12. 5. 2016 na Wayback Machine.

### Video (výběr)
- Unikátní výstava Psychedelia v Opavě Archivováno 24. 4. 2016 na Wayback Machine.
- Valašské Meziříčí: Výstava Psychodelia
- AJG Psychedelia 24.4 - 28.6 2015 Wortnerův dům České Budějovice
- Třistatřicettři